# Geşvān-e Yek
Geşvān-e Yek (persiska: گصوان یک, Gīsovān-e Yek) är en ort i Iran.   Den ligger i provinsen Khuzestan, i den centrala delen av landet, 500 km söder om huvudstaden Teheran. Geşvān-e Yek ligger 29 meter över havet och antalet invånare är 109.
Terrängen runt Geşvān-e Yek är platt. Runt Geşvān-e Yek är det ganska tätbefolkat, med 144 invånare per kvadratkilometer. Närmaste större samhälle är Nagāẕeh-ye Kūchak, 7,4 km sydost om Geşvān-e Yek. Trakten runt Geşvān-e Yek är ofruktbar med lite eller ingen växtlighet.